# Podjrebtovoye
Podjrebtovoye (del ruso: Подхребтовое) es un seló del raión de Tuapsé del krai de Krasnodar, en el sur de Rusia. Está situado en las estribaciones meridionales del extremo oeste del Cáucaso Occidental, en el curso alto del río Nechepsujo, 31 km al norte de Tuapsé y 74 km al sur de Krasnodar, la capital del krai. Tenía 44 habitantes en 2010.
Pertenece al municipio Novomijáilovskoye.

## Historia
La localidad fue fundada en 1866 como derevnia Podjrebtovonaya.